# Жеребей
Жеребей — часть, до́ля поместья при поместной системе землевладения на Руси.
Жеребьями за несение государевой (государственной) службы, в первую очередь военной, наделялись служилые люди «по отечеству» — дворяне и дети боярские: «В селе Завалове за детьми боярскими, что были прежде сего в засечные сторожах: за Васильем Ондреевым сыном Ветчинина старое ево поместье жеребей. На ево жеребей: пашни паханые добрые землм осмина, перелогу девять чети …». В конце XVI века донские казачьи атаманы, а с 30-х годов XVII века и простые казаки, поступающие на службу к русскому царю, также стали получать жеребьи как и сыновья боярские. Качество жеребьёв служилых людей значительно повышалось, если в них имелись места обитания лосей, диких коз (косуль), бобровые за́води, водоёмы для рыбной ловли. После смерти служилого человека эти доли переходили сыновьям, если они продолжали службу. Небольшую часть жеребьёв получали также жена и малолетние дети: «В сельце Жестовом за вдовою за Ографеною за Остафьевскою женою Хорошилова мужа ее поместья, да за Остафьевыми и ее детьми, за Нелюбом да за Павлом, по жеребью.».